# Arteria circumflexa scapulae

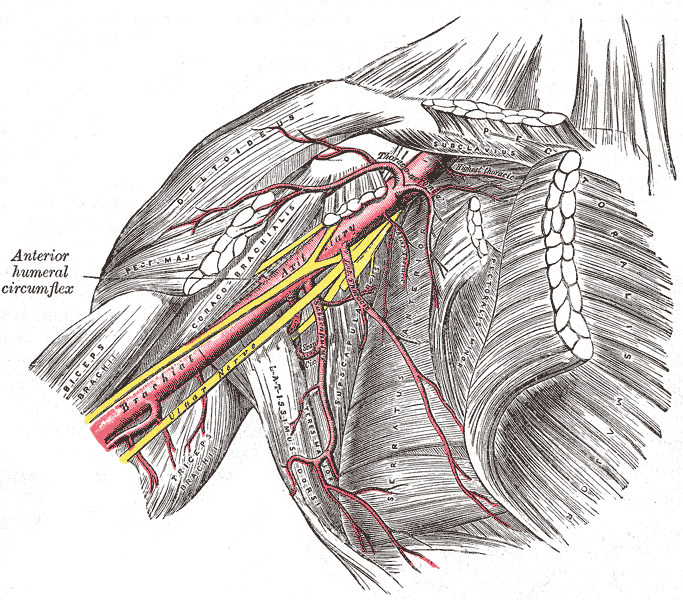
Die Arteria axillaris mit Abzweigungen

Die Arteria circumflexa scapulae (lat. für ‚das Schulterblatt umgreifende Schlagader‘) ist eine Arterie des Armes. Sie entspringt in der Achsel aus der Arteria subscapularis und zieht durch die mediale Achsellücke zur Fossa infraspinata des Schulterblatts. Dort anastomosiert sie mit der Arteria suprascapularis und bildet mit ihr das Schulterblattgeflecht (Rete scapulare).
Die Arteria circumflexa scapulae versorgt die Schulterblattmuskulatur. Bei Verschluss der Achselarterie ermöglicht das Rete scapulare die Ausbildung eines Kollateralkreislaufs.